# Distretto di Oda
Il distretto di Oda (小田郡, Oda-gun?) è uno dei distretti della prefettura di Okayama, in Giappone.
Attualmente fa parte del distretto solo il comune di Yakage.
| Controllo di autorità | VIAF (EN) 254474664 · NDL (EN, JA) 00637016 |